# Djo-Bourgeois
Pour les articles homonymes, voir Georges Bourgeois et Bourgeois.

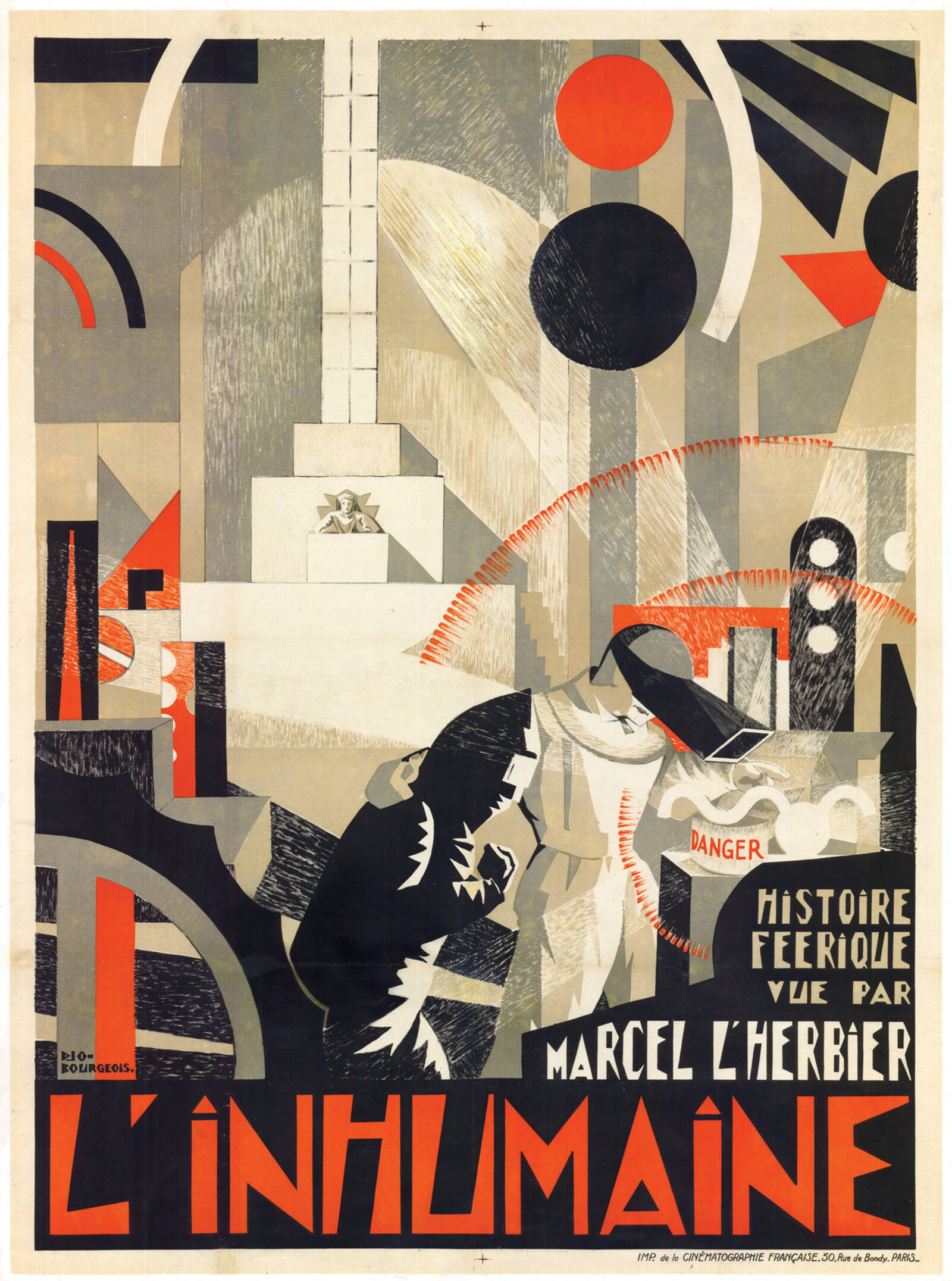
Djo-Bourgeois, affiche du film L'Inhumaine de Marcel L'Herbier (1924).

Georges Bourgeois dit Djo-Bourgeois, né le 18 avril 1898 à Bezons, et mort le 31 mars 1937 à Paris, est un architecte-décorateur, illustrateur et ébéniste français, appartenant au style Art déco.

## Biographie
De 1914 à 1922, Georges Bourgeois étudie à l'École spéciale d'architecture de Paris. Il expose pour la première fois au Salon d’Automne de 1922 et commence à réaliser des boutiques et des maquettes d’architecture. En 1923, il entre dans l'atelier du Studium des Grands Magasins du Louvre aux côtés d'Étienne Kohlmann et Maurice Matet et participe à l'aménagement de leur pavillon à l'exposition internationale des Arts décoratifs et industriels modernes de 1925 avec le mobilier en palissandre très dépouillé du fumoir et du bureau-bibliothèque, agrémenté de sculptures de Léon Leyritz et de panneaux en laque de Pierre Demaria. La même année, il quitte le Studium pour créer son propre atelier rue Vaneau à Paris. Il travaille principalement avec son épouse, la créatrice textile Elise George. Elle réalisera de nombreux tissus, rideaux et tapis que l'on retrouvera dans de nombreux aménagements de Djo-Bourgeois. Elle prendra pour pseudonyme Elise Djo-Bourgeois et aura une carrière prolifique. Elle occupera une place essentielle dans les créations de son mari mais aussi dans l'histoire des arts décoratifs français. Elle arrêtera de crééer au décès de son époux.
Au salon des artistes décorateurs de 1924, Robert Mallet-Stevens remarque certains créateurs, invités par Pierre Chareau à exposer en commun, qui se distinguent en prônant l’assujettissement de la structure à la fonction et l'usage de meubles à fonctions combinées ou dialoguant, voire s'intégrant, avec les volumes intérieurs, comme Francis Jourdain, Eileen Gray et Pierre Legrain et les appelle pour décorer la villa Noailles qu'il construit à Hyères pour Charles et Marie-Laure de Noailles. Djo-Bourgeois, qui appartient également à cette tendance, est l'un des premiers sollicité et y aménage la salle à manger dès 1925, quatre chambres au mobilier intégré en 1926 et un bar coloré dans les salles voûtées. Pour la chambre de Madame, il livre un lit, tandis qu'Eileen Gray présente un tapis et une desserte, Francis Jourdain une chaise et Dominique un fauteuil.
En 1926, il construit la villa du professeur Lahy à Saint-Clair (Var) et aménage l'appartement parisien de celui-ci. Certains de ses modèles, qui prennent alors des formes simples et géométriques d'une grande pureté de ligne, en privilégiant l'usage de l'acier et du verre, sont édités par la firme hollandaise Metz & Co. La pièce la plus emblématique, une table à plateau de verre circulaire reposant sur un cylindre en miroir à base de métal nickelé, est choisie par le Maharadjah d'Indore pour meubler son Palais en Inde.
Il soutient la fronde du groupe des artistes modernes lors du Salon des artistes décorateurs de 1928, menée par Le Corbusier et Charlotte Perriand, mais ne va pas jusqu'à s'associer à ceux-ci ainsi qu'à Mallet-Stevens, René Herbst, Pierre Chareau et Eileen Gray, dans leur fondation de l'Union des artistes modernes (U.A.M.) en 1929, en raison d'un différend avec certains des membres. En 1929, il réalise un ensemble de salle à manger en aluminium verni au Duco dans des tons blanc, gris et jaune citron.
Il meurt en 1937 avant d'avoir pu achever son « Appartement d'un yachtman sur la côte d’Azur » destiné au pavillon de la Société des artistes décorateurs à l'exposition internationale des arts et des techniques de 1937, qui sera achevé par ses amis.

### Archives
- Fonds Djo-Bourgeois (1920-1935) [archives photographiques ; 188 tirages photographiques NB, 3 dessins, 1 article et 1 lettre].  Cote : BOUR 1 - 193. Paris : Bibliothèque Kandinsky, Centre Pompidou (présentation en ligne).
- Fonds Djo-Bourgeois (encres, gouaches et photographies représentant des décorations d'intérieur et du mobilier) conservé à la bibliothèque Forney